# Reyvroz
Reyvroz település Franciaországban, Haute-Savoie megyében. Lakosainak száma 498 fő (2022. január 1.). Reyvroz Féternes, Lyaud, Vailly és La Vernaz községekkel határos.

## Népesség
A település népessége az elmúlt években az alábbi módon változott:
| Lakosok száma | 486  | 504  | 521  | 510  | 507  | 504  | 502  | 500  | 498  |
|               | 2013 | 2015 | 2016 | 2017 | 2018 | 2019 | 2020 | 2021 | 2022 |